# Tigny-Noyelle
Pour les articles homonymes, voir Noyelle.
Tigny-Noyelle est une commune française située dans le département du Pas-de-Calais en région Hauts-de-France.
La commune fait partie de la communauté d'agglomération des Deux Baies en Montreuillois qui regroupe 46 communes et compte 65 760 habitants en 2021.

## Géographie

### Localisation
Localisée dans le sud-ouest du département du Pas-de-Calais et limitrophe du département de la Somme, Tigny-Noyelle est une commune drainée par le fleuve côtier l'Authie et située, à vol d'oiseau, à 10 km au sud-est de la commune de Berck (aire d'attraction) et à 12 km au sud-ouest de la commune de Montreuil-sur-Mer (chef-lieu d'arrondissement).
Le territoire de la commune est limitrophe de ceux de six communes dont deux, Nampont et Villers-sur-Authie, dans le département de la Somme.
Les communes limitrophes sont Lépine, Colline-Beaumont, Conchil-le-Temple, Nempont-Saint-Firmin, Nampont et Villers-sur-Authie.

### Géologie et relief
La superficie de la commune est de 6,76 km2 ; son altitude varie de 2  à   49 mètres.

### Hydrographie
Le territoire de la commune est situé dans le bassin Artois-Picardie.
La commune est traversée par l'Authie, cours d'eau naturel de 108,18 km, qui prend sa source dans la commune de Coigneux, située dans le département de la Somme, et qui se jette dans la Manche entre les communes de Berck et de Fort-Mahon-Plage.

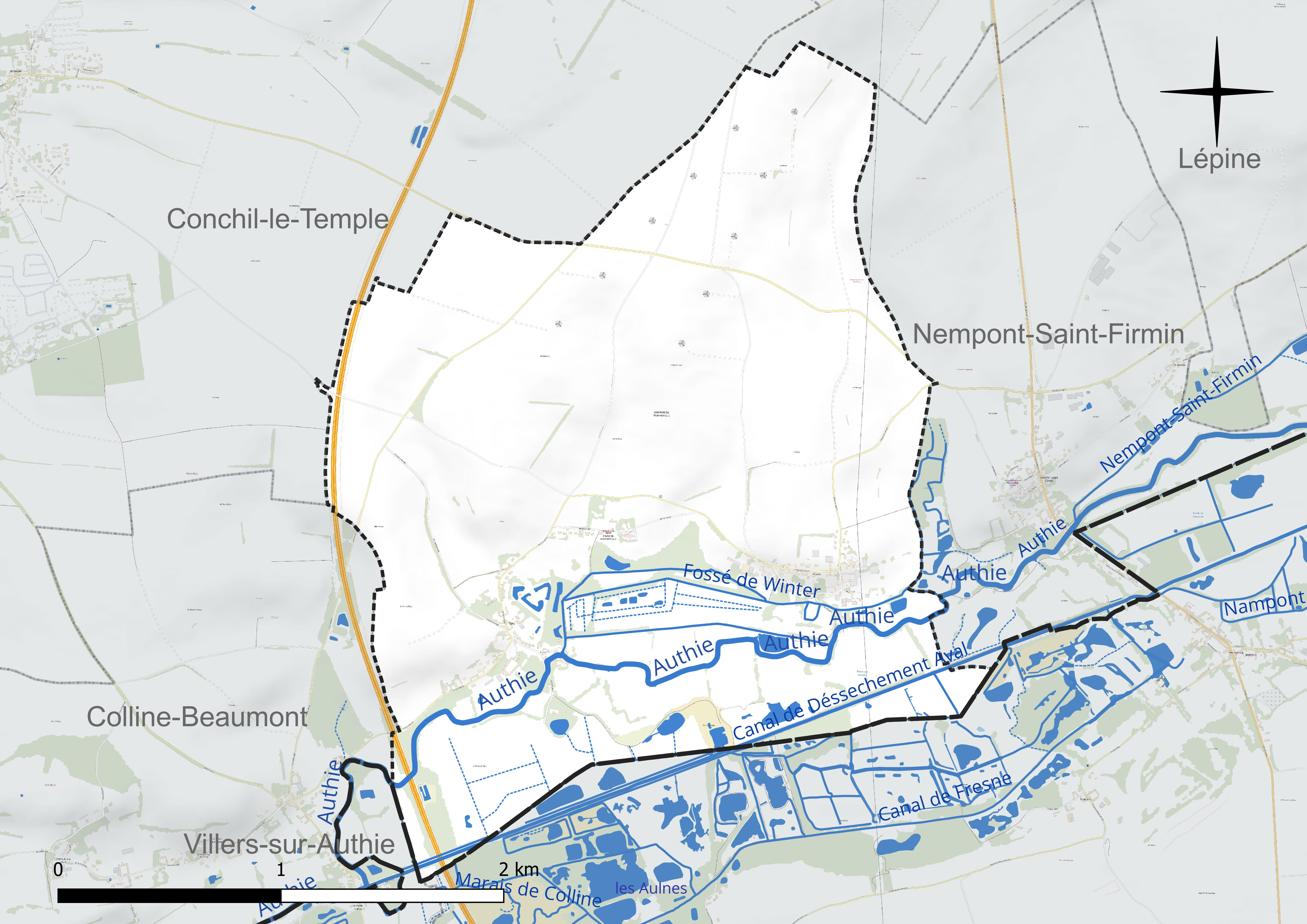
Réseau hydrographique de Tigny-Noyelle.

### Climat
Pour des articles plus généraux, voir Climat des Hauts-de-France et Climat du Nord-Pas-de-Calais.
En 2010, le climat de la commune est de type climat océanique franc, selon une étude du Centre national de la recherche scientifique (CNRS) s'appuyant sur une série de données couvrant la période 1971-2000. En 2020, Météo-France publie une typologie des climats de la France métropolitaine dans laquelle la commune est exposée à un climat océanique et est dans la région climatique Côtes de la Manche orientale, caractérisée par un faible ensoleillement (1 550 h/an) ; forte humidité de l’air (plus de 20 h/jour avec humidité relative > 80 % en hiver), vents forts fréquents.
Pour la période 1971-2000, la température annuelle moyenne est de 10,7 °C, avec une amplitude thermique annuelle de 12,9 °C. Le cumul annuel moyen de précipitations est de 844 mm, avec 12,3 jours de précipitations en janvier et 7,9 jours en juillet. Pour la période 1991-2020, la température moyenne annuelle observée sur la station météorologique la plus proche, située sur la commune du Touquet-Paris-Plage à 20 km à vol d'oiseau, est de 11,2 °C et le cumul annuel moyen de précipitations est de 888,8 mm,. Pour l'avenir, les paramètres climatiques de la commune estimés pour 2050 selon différents scénarios d'émission de gaz à effet de serre sont consultables sur un site dédié publié par Météo-France en novembre 2022.

### Paysages
Pour un article plus général, voir Paysage en France.
La commune s'inscrit dans l'ouest du « paysage du val d’Authie » tel que défini dans l’atlas des paysages de la région Nord-Pas-de-Calais, conçu par la direction régionale de l'Environnement, de l'Aménagement et du Logement (DREAL),.
Ce paysage, qui concerne 83 communes, se délimite : au sud, dans le département de la  Somme par le « paysage de l’Authie et du Ponthieu, dépendant de l’atlas des paysages de la Picardie et au nord et à l’est par les paysages du Montreuillois, du Ternois et les paysages des plateaux cambrésiens et artésiens. Le caractère frontalier de la vallée de l’Authie, aujourd’hui entre le Pas-de-Calais et la Somme, remonte au Moyen Âge où elle séparait le royaume de France du royaume d’Espagne, au nord.
Son coteau Nord est net et escarpé alors que le coteau Sud offre des pentes plus douces. À l’Ouest, le fleuve s’ouvre sur la baie d'Authie, typique de l’estuaire picard, et se jette dans la Manche. Avec son vaste estuaire et les paysages des bas-champs, la baie d’Authie contraste avec les paysages plus verdoyants en amont.
L’Authie, entaille profonde du plateau artésien, a créé des entités écopaysagères prononcées avec un plateau calcaire dont l’altitude varie de 100 à 163 m qui s’étend de chaque côté du fleuve. L’altitude du plateau décline depuis le pays de Doullens, à l'est (point culminant à 163 m), vers les bas-champs picards, à l'ouest (moins de 40 m). Le fond de la vallée de l’Authie, quant à lui, est recouvert d’alluvions et de tourbes. L’Authie est un fleuve côtier classé comme cours d'eau de première catégorie où le peuplement piscicole dominant est constitué de salmonidés. L’occupation des sols des paysages de la Vallée de l’Authie est composée pour 70 % en culture.

### Milieux naturels et biodiversité
La commune possède un arboretum qui regroupe une bonne partie des essences de la région.

#### Espaces protégés et gérés
La protection réglementaire est le mode d’intervention le plus fort pour préserver des espaces naturels remarquables et leur biodiversité associée.
Dans ce cadre, la commune fait partie de deux espaces protégés : 
- la baie de Somme, domaine continental et marin, zone humide protégée par la convention de Ramsar, d’une superficie de 19 109 hectares réparties sur 33 communes, dont 5 dans le département du Pas-de-Calais et 28 dans le département de la Somme[14] ;
- le marais du Warnier d’une superficie de 8,212 hectares. Terrain géré (location, convention de gestion) par le Conservatoire d'espaces naturels des Hauts-de-France[15] ;

- le marais de Tigny-Noyelle d’une superficie de 43,114 hectares, parcelle en maitrise d'usage. Terrain géré (location, convention de gestion) par le Conservatoire d'espaces naturels des Hauts-de-France[16] ;
- le marais de Tigny-Noyelle d’une superficie de 38,54 hectares, parcelle en maitrise d'usage. Terrain acquis (ou assimilé) et géré par le Conservatoire d'espaces naturels des Hauts-de-France[17].

#### Zones naturelles d'intérêt écologique, faunistique et floristique
L’inventaire des zones naturelles d'intérêt écologique, faunistique et floristique (ZNIEFF) a pour objectif de réaliser une couverture des zones les plus intéressantes sur le plan écologique, essentiellement dans la perspective d’améliorer la connaissance du patrimoine naturel national et de fournir aux différents décideurs un outil d’aide à la prise en compte de l’environnement dans l’aménagement du territoire.
La commune abrite deux zones humides classées ZNIEFF de type 1 : 
- le marais de Tigny-Noyelle[18], d'intérêt régional et national[19] notamment comme halte migratoire pour les oiseaux. Il est inclus dans l'une des 87 zones humides d'importance majeure en France et considéré comme tel par le schéma directeur d'aménagement et de gestion des eaux et la partie trame bleue du schéma régional Trame verte et bleue. La zone d'intérêt écologique dépasse la seule surface du marais puisqu'elle s'étend sur 154 hectares, incluant tourbières et mégaphorbiaies : le marais de Tigny ou marais de Tigny-Noyelle, actuellement classé comme site naturel protégé sur 33,48 hectares, dans un complexe plus vaste de zones humides, mosaïque de milieux associés (ex prairie hygrophile à scirpe des marais sur ce site), habitat menacé à échelle régionale, et coteaux de la basse vallée de l'Authie. Il se situe au cœur de la basse vallée de l'Authie et fait partie des zones humides qui facilitent la migration nord-sud des oiseaux migrateurs de l'Europe de l'Ouest. Il abrite aussi de nombreux oiseaux nicheurs ou de passage (dont Grèbe à cou noir, Cigogne blanche, Cygne tuberculé, Canard Chipeau, Sarcelle d'hiver, Sarcelle d'été, Canard souchet, Fuligule morillon, Marouette ponctuée, Bécassine des marais, Gorge-bleue à miroir, Bouscarle de Cetti, Phragmite des joncs). Outre un site riche en anatidés et limicoles notamment, c'est un des rares endroits de la région ou l'on peut observer la cigogne blanche (pour laquelle un mat de nidification a été implanté).

On y trouve aussi une riche flore (Ce site abrite environ 10 % des espèces de plantes pouvant être observée dans tout le Nord/Pas-de-Calais), dont l’Ache rampante devenue très rare dans la région et dans toute l'Europe de l'Ouest, une petite plante palustre des bords (écotones) de milieux inondés et piétinés (par les animaux), ou encore la Grande douve, le Troscart des marais (plante toxique pour les moutons), l'Hottonie des marais et bien d'autres.
Le marais, depuis 1997, fait l'objet de mesures de gestion restauratoire (étrépage expérimental, pose de clôtures pour une pression contrôlée de pâturage, avec suivi phytosociologique, d'inventaires naturalistes (faune, flore, fonge), avec l'aide de spécialistes. Des études périodiquement mises à jour portent sur la biodiversité (invertébrés aquatiques, dont mollusques), orthoptères en particulier). Une étude pédologique a permis de mieux comprendre le fonctionnement du sol, en complément d'une cartographie des milieux et du réseau hydrographique et d'une sonde piézométrique, permet sur le site de suivre les variations du niveau de la nappe auxquelles de nombreuses espèces autochtones sont sensibles.
Ce site reste néanmoins vulnérable à certaines pollutions et à des difficultés de maitrise des niveaux d’eau notamment car en lien direct avec le canal ; une menace est la baisse de la nappe consécutive à des drainages périphériques au site, mais ces derniers devraient maintenant être limités par le classement du site dans le Réseau Natura 2000.
Ce marais et les prairies associées sont un élément important de la trame verte et bleue régionale et nationale. Un objectif de « bon état écologique » doit y être atteint pour 2015 (obligation de la Directive cadre sur l'eau). Les amphibiens, pour des raisons mal comprises sont assez mal représentés, mais on peut signaler le triton alpestre (protégé et en régression) ou encore Bufo calamite et rainette (Hyla arborea). Quatorze espèces d'odonates étaient répertoriées en 2003 (dont l'Agrion élégant et le Calopteryx éclatant, mais trois n'avaient pas été revus par rapport à l'inventaire du 1er bilan du plan de gestion, dont la libellule fauve). Parmi les orthoptères, le criquet ensanglanté est signalé (considéré comme une espèce patrimoniale). l'inventaire est loin d'être exhaustif, mais il sera riche ; on signalait déjà par exemple en 2003 pour les mollusques aquatiques : Escargots aquatiques : Viviparus contectus, Bithynia tentaculata, Bithynia leachi, Balvata christata, Limnaea stagnalis, Stagnicola palustris, Stagnicola fuscus, Radix ovata, Planorbis planorbis, Anisus vortex, Anisus locostoma, Bathyomphalus contortus, Segmentina nitida, Planorbarius corneus, Aplexa hypnorum... La liste des papillons de jour et de nuit est beaucoup plus longue.
À la suite de la disparition des grands mammifères herbivores (à la préhistoire ou plus récemment), ce type de milieux en l'absence d'intervention humaine évoluerait vers une forêt humide. Le marais est géré et protégé par le Conservatoire d'espaces naturels du Nord et du Pas-de-Calais de manière à rester une zone humide et un milieu ouvert, selon une convention signée en 1997. C'est le pâturage extensif ou des opérations de fauche avec exportation qui remplacent l'action de la grande faune herbivore disparue. Un travail d'information et de sensibilisation du public est fait par le gestionnaire, avec la commune, le comité consultatif de gestion, la pose de panneau d’information, et la diffusion d'une plaquette de présentation, ainsi que la mise en place d'une surveillance tout au long de l'année.
Le marais est aussi une zone tampon hydrauliquement importante : quand il est sous un mètre d'eau, il stocke et épure 300 000 m3 d'eau, qui en été alimenteront l'Authie en étiage. Pour cette raison une partie du marais est inaccessible durant plusieurs mois. Parfois, comme en 2001, le niveau de l'eau est inhabituellement élevé ;
- le marais du Warnier, d’une superficie de 9 hectares et d'une altitude variant de 4  à   8 mètres[24].

Le territoire communal comprend également une ZNIEFF de type 2 : la basse Vallée de l’Authie et ses versants entre Douriez et l’estuaire. Cette ZNIEFF forme une longue dépression au fond tourbeux  et offre plus de 4 000 hectares de marais, de prairies humides et d'étangs.

Carte des ZNIEFF de type 1 et 2 sur la commune
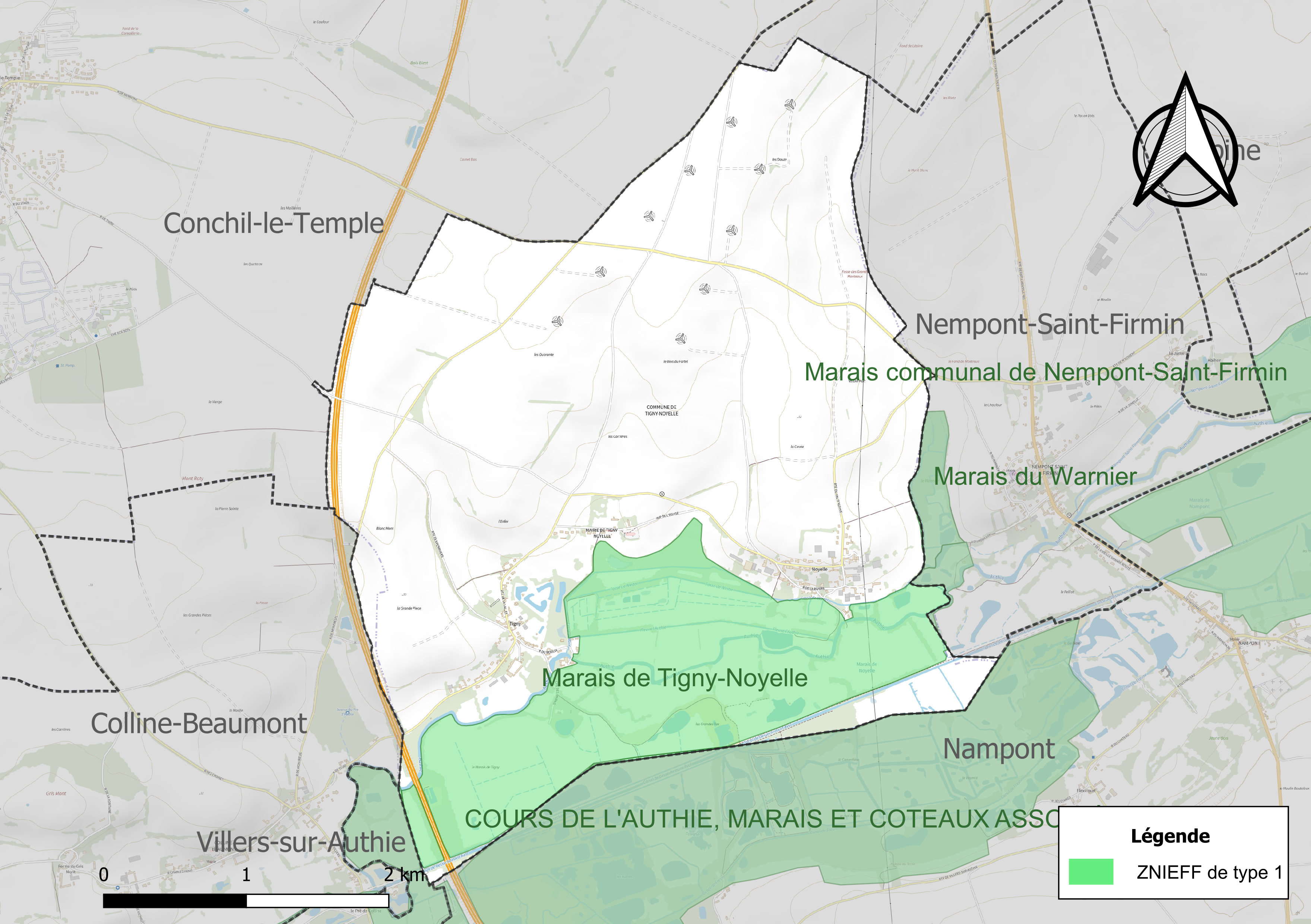
Carte des ZNIEFF de type 1 sur la commune.
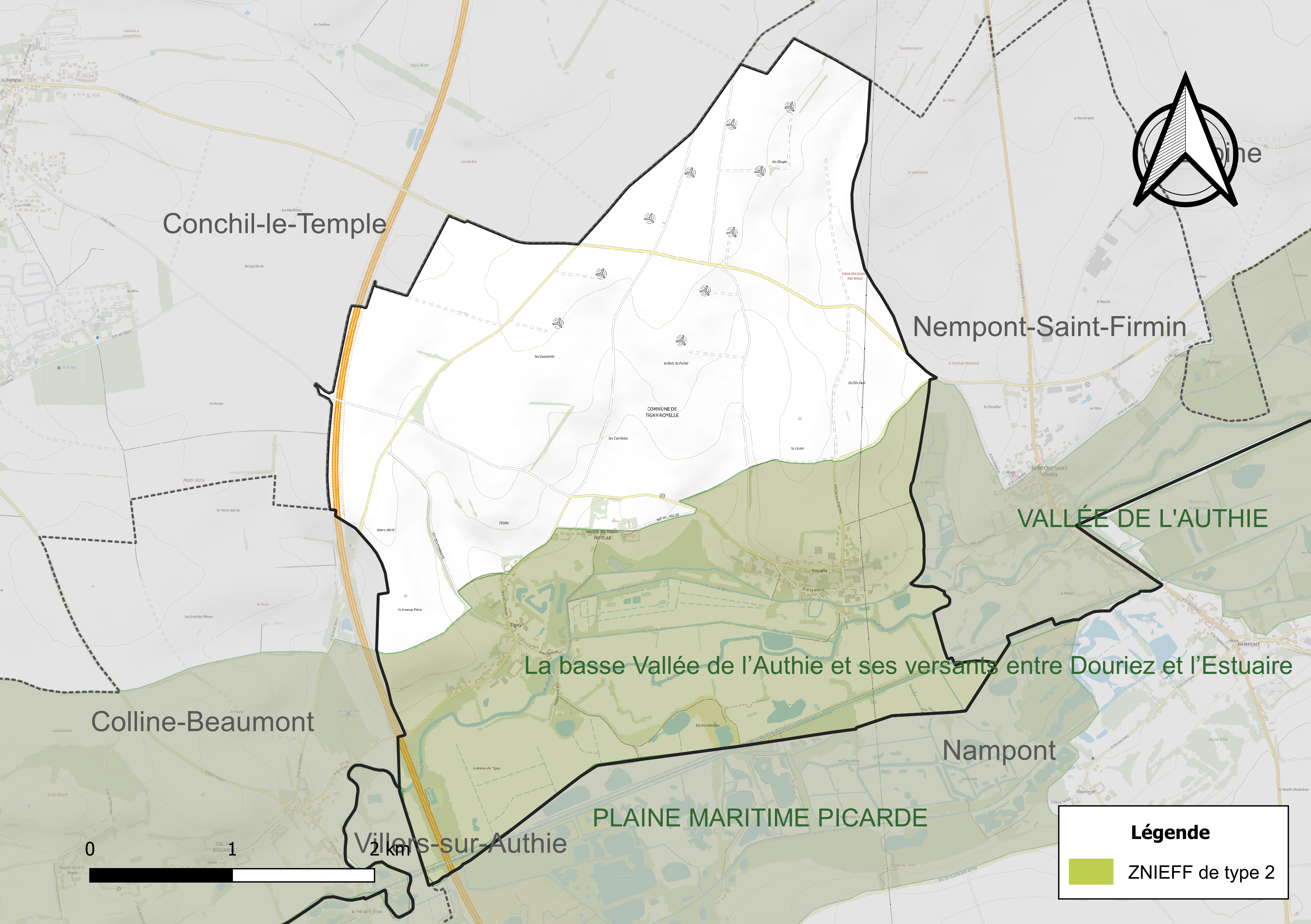
Carte de la ZNIEFF de type 2 sur la commune.

#### Site Natura 2000
Le réseau Natura 2000 est un réseau écologique européen de sites naturels d’intérêt écologique élaboré à partir des directives « habitats » et « oiseaux ». Ce réseau est constitué de zones spéciales de conservation (ZSC) et de zones de protection spéciale (ZPS). Dans les zones de ce réseau, les États membres s'engagent à maintenir dans un état de conservation favorable les types d'habitats et d'espèces concernés, par le biais de mesures réglementaires, administratives ou contractuelles.
Sur la commune, un site Natura 2000 de type B est défini en zone spéciale de conservation : les prairies et marais tourbeux de la basse vallée de l'Authie, d'une superficie de 307 hectares.

## Urbanisme

### Typologie
Au 1er janvier 2024, Tigny-Noyelle est catégorisée commune rurale à habitat très dispersé, selon la nouvelle grille communale de densité à sept niveaux définie par l'Insee en 2022.
Elle est située hors unité urbaine. Par ailleurs la commune fait partie de l'aire d'attraction de Berck, dont elle est une commune de la couronne,. Cette aire, qui regroupe 19 communes, est catégorisée dans les aires de moins de 50 000 habitants,.

### Occupation des sols
L'occupation des sols de la commune, telle qu'elle ressort de la base de données européenne d’occupation biophysique des sols Corine Land Cover (CLC), est marquée par l'importance des territoires agricoles (91,3 % en 2018), en diminution par rapport à 1990 (92,8 %). La répartition détaillée en 2018 est la suivante : 
terres arables (64,7 %), prairies (19 %), zones agricoles hétérogènes (7,6 %), zones humides intérieures (4,6 %), forêts (3,8 %), espaces verts artificialisés, non agricoles (0,3 %). L'évolution de l’occupation des sols de la commune et de ses infrastructures peut être observée sur les différentes représentations cartographiques du territoire : la carte de Cassini (XVIIIe siècle), la carte d'état-major (1820-1866) et les cartes ou photos aériennes de l'IGN pour la période actuelle (1950 à aujourd'hui).

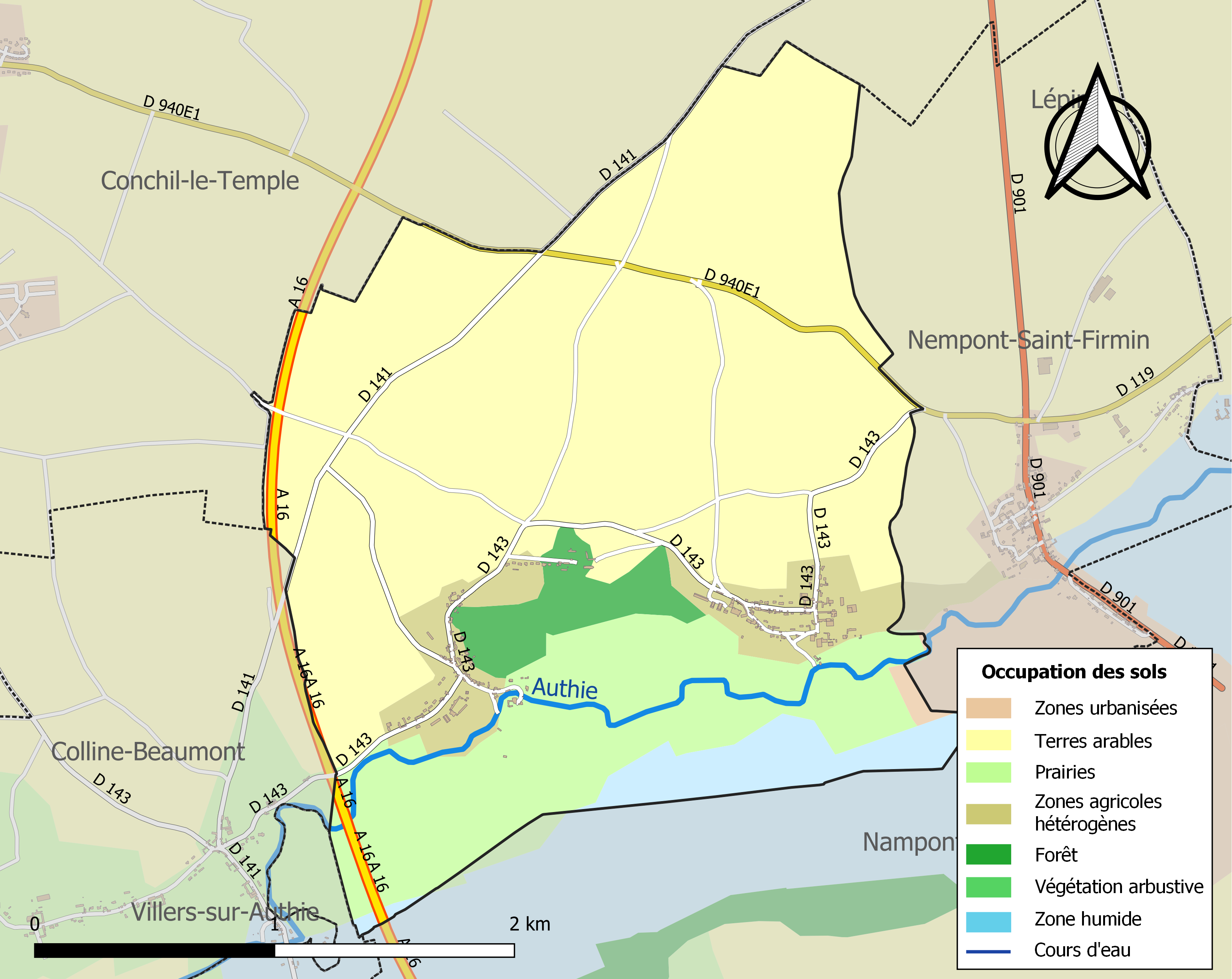
Carte des infrastructures et de l'occupation des sols de la commune en 2018 (CLC).

## Toponymie
Tigny : vient du gallo-roman Tenniacum, nom d´homme roman Tennius dérivé avec le suffixe -acum « domaine, propriété », donnant « domaine du seigneur Tennius » :
Tigny (1152), Tegny (1249), Tigni (1252), Tingny (1256), Tinniacum, Tinniachum (1264).
Noyelle (ancien hameau de Tigny) : Nigella (917), Neiletta (fin XIe siècle), Nigellae (1123), Noilete (1153), Nuiella (1157), Noele (1197), Noella (1237), Noyelle (1249), Nigella super Alteiam (1249), Nihele (1263), Noiele (1281), Noiele-sur-Auty (1301), Noyelle-sur-Authie (1703).

Latinisé en Nigella au IXe, sur la base de l'homonyme nielle. Toponyme gaulois composé de *novio, latinisé en Nigella aux IXe et Xe siècles (« neuf, nouveau » → voir Noyon) et *ialo- (« clairière, lieu défriché, essart » → voir Neuilly et Noailles).

## Histoire

### Tigny
Foulques, chevalier, sire de Nempont et Enguerran, chevalier sire de Beaurain, possédaient chacun un moulin à Tigny : Foulques donna le sien aux religieux de Saint-Josse-au-Bois en 1142. Le fils d'Enguerran de Beaurain suivit cet exemple en 1158.
Le comte de Ponthieu, les seigneurs de Nempont et de Collines, messires Enguerran de Lianne, Gaultier de Waben et Gilbert de Aurenc augmentèrent dans le cours du XIIIe siècle, le domaine que l'abbaye de Saint-Josse-au-Bois ou Dommartin avait à Tigny. Les marais d'Aurenc, qui lui appartenaient, longeaient la chaussée menant de Noyelle au moulin de Tigny.
Au mois de mars 1205, le comte de Ponthieu vint à Dommartin pour régler la bannée du moulin de Tigny. Il fut convenu que les habitants de Waben, de Verton, de Tigny, de Saint-Vaast et de Saint-Quentin-en-Tourmont en Marquenterre y feraient moudre leurs grains sous peine d'amende.
Les droits de mouture se partageront également entre le comte et les moines ; ceux-ci choisiront le meunier.
Les constructions occasionnées par le séjour du comte sont à frais communs, mais les dépenses occasionnées par le séjour du comte ou de l'abbé à Tigny demeureront personnelles.
Aucun moulin ne pourra être établi contre le gré des moines depuis Maintenay jusqu'à la mer, et depuis Tigny jusqu'à Saint-Josse-sur-Mer.
La comtesse de Ponthieu et sa fille Marie, les chevaliers Hugues de Fontaine, Hugues Boteris, Gaultier de Hallencourt, Dreux de Ponches et Simon de Donqueur, les abbés de Valloires et de Saint-Jean d'Amiens, assistèrent à cette convention. (G.C. de Domartin)
Les moulins de Tigny étaient grevés de certaines redevances envers les seigneurs de Nempont, de Collines et de Beaurain, et payaient au roi deux-cents anguilles pour la retenue de la rivière.
Le domaine des moines comprenait en 1252 environ 375 journaux de terres labourables, 90 journaux de bois et 10 journaux de prairies.
Un religieux de Dommartin résidait à Tigny et y exerçait les fonctions de curé. La chronique de l'abbaye nous apprend que le prédécesseur du père Milon d'Andreult, nommé en 1682, s'était vu forcé de demeurer pendant quelque temps caché dans la tour de l'église pour se soustraire aux persécutions de ses paroissiens.
Le père Maigret nommé curé de Tigny en 1758, trouva l'église complètement délabrée, il y pleuvait de toutes parts et la commune mise en demeure de réparer la nef s'étant refusé à le faire, l'évêque d'Amiens dut l'interdire.
Cette mesure de rigueur décida les habitants à exécuter les travaux nécessaires.

### Hameau de Noyelle
Le moulin de Noyelle appartenait à Guillaume de Montreuil-Maintenay qui le donna aux moines de Dommartin en 1158.
Ses vassaux devaient y faire moudre leurs grains et lui-même s'engagea à fournir le bois nécessaire pour l'entretien des bâtiments. Guillaume de Nempont avait un four banal à Noyelle en 1311 (aveu de Maintenay).

## Politique et administration

### Découpage territorial
La commune se trouve dans l'arrondissement de Montreuil du département du Pas-de-Calais.

#### Commune et intercommunalités
La commune est membre de la communauté d'agglomération des Deux Baies en Montreuillois.

#### Circonscriptions administratives
La commune est rattachée au canton de Berck.

#### Circonscriptions électorales
Pour l'élection des députés, la commune fait partie de la quatrième circonscription du Pas-de-Calais.

### Élections municipales et communautaires

#### Liste des maires
| Période                                  | Période                  | Identité         | Étiquette | Qualité                                               |
| ---------------------------------------- | ------------------------ | ---------------- | --------- | ----------------------------------------------------- |
| Les données manquantes sont à compléter. |                          |                  |           |                                                       |
| 1981                                     | 2014                     | Étienne Debruyne |           | Agriculteur Vice-président de l'ancienne CC Opale Sud |
| 2014                                     | mars 2024 Démissionnaire | Bruno Delenclos  | SE        | Cadre commercial, Réélu pour le mandat 2020-2026,     |
| 2024                                     | 2026                     | Jérémy Pernak    | SE        |                                                       |

## Équipements et services publics

### Espaces publics
La commune obtient sa première fleur au concours des villes et villages fleuris lors du dévoilement du palmarès le 26 novembre 2018,.

### Enseignement

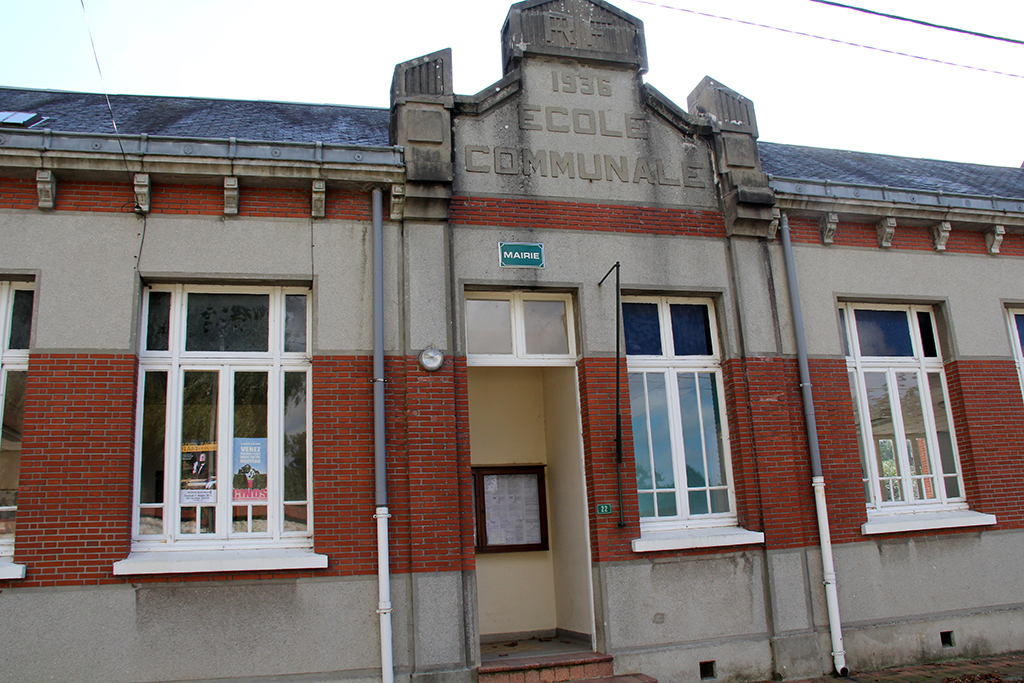
École de 1936.

## Population et société

### Démographie

#### Évolution démographique
L'évolution du nombre d'habitants est connue à travers les recensements de la population effectués dans la commune depuis 1793. Pour les communes de moins de 10 000 habitants, une enquête de recensement portant sur toute la population est réalisée tous les cinq ans, les populations de référence des années intermédiaires étant quant à elles estimées par interpolation ou extrapolation. Pour la commune, le premier recensement exhaustif entrant dans le cadre du nouveau dispositif a été réalisé en 2008.

En 2022, la commune comptait 168 habitants, en évolution de −2,89 % par rapport à 2016 (Pas-de-Calais : −0,72 %, France hors Mayotte : +2,11 %).
| 1793 | 1800 | 1806 | 1821 | 1831 | 1836 | 1841 | 1846 | 1851 |
| ---- | ---- | ---- | ---- | ---- | ---- | ---- | ---- | ---- |
| 263  | 294  | 351  | 375  | 402  | 401  | 398  | 430  | 410  |

| 1856 | 1861 | 1866 | 1872 | 1876 | 1881 | 1886 | 1891 | 1896 |
| ---- | ---- | ---- | ---- | ---- | ---- | ---- | ---- | ---- |
| 371  | 364  | 370  | 345  | 341  | 327  | 318  | 305  | 305  |

| 1901 | 1906 | 1911 | 1921 | 1926 | 1931 | 1936 | 1946 | 1954 |
| ---- | ---- | ---- | ---- | ---- | ---- | ---- | ---- | ---- |
| 310  | 300  | 289  | 284  | 268  | 276  | 257  | 224  | 221  |

| 1962 | 1968 | 1975 | 1982 | 1990 | 1999 | 2006 | 2008 | 2013 |
| ---- | ---- | ---- | ---- | ---- | ---- | ---- | ---- | ---- |
| 205  | 190  | 165  | 185  | 198  | 196  | 166  | 157  | 169  |

| 2018 | 2022 | - | - | - | - | - | - | - |
| ---- | ---- | - | - | - | - | - | - | - |
| 174  | 168  | - | - | - | - | - | - | - |

#### Pyramide des âges
En 2018, le taux de personnes d'un âge inférieur à 30 ans s'élève à 28,7 %, soit en dessous de la moyenne départementale (36,7 %). À l'inverse, le taux de personnes d'âge supérieur à 60 ans est de 34,5 % la même année, alors qu'il est de 24,9 % au niveau départemental.
En 2018, la commune comptait 88 hommes pour 86 femmes, soit un taux de 50,57 % d'hommes, largement supérieur au taux départemental (48,50 %).
Les pyramides des âges de la commune et du département s'établissent comme suit.
| Hommes | Classe d’âge | Femmes |
| ------ | ------------ | ------ |
| 0,0    | 90 ou +      | 1,2    |
| 5,7    | 75-89 ans    | 8,1    |
| 27,3   | 60-74 ans    | 26,7   |
| 13,6   | 45-59 ans    | 16,3   |
| 23,9   | 30-44 ans    | 19,8   |
| 10,2   | 15-29 ans    | 11,6   |
| 19,3   | 0-14 ans     | 16,3   |

| Hommes | Classe d’âge | Femmes |
| ------ | ------------ | ------ |
| 0,5    | 90 ou +      | 1,6    |
| 5,6    | 75-89 ans    | 8,9    |
| 16,7   | 60-74 ans    | 18,1   |
| 20,2   | 45-59 ans    | 19,2   |
| 18,9   | 30-44 ans    | 18,1   |
| 18,2   | 15-29 ans    | 16,2   |
| 19,9   | 0-14 ans     | 17,9   |

### Manifestations culturelles et festivités
Depuis 2006 l'association Euphonie organise le Festival Musica Nigella entre le dernier weekend de mai et le premier weekend de juin. Cet événement à dimension internationale faisant partie du Réseau des festivals en Côte d'Opale, initié par le conseil régional, a donné naissance au premier ensemble orchestral professionnel du département : Ensemble Musica Nigella.

## Culture locale et patrimoine

### Lieux et monuments

#### Patrimoine religieux

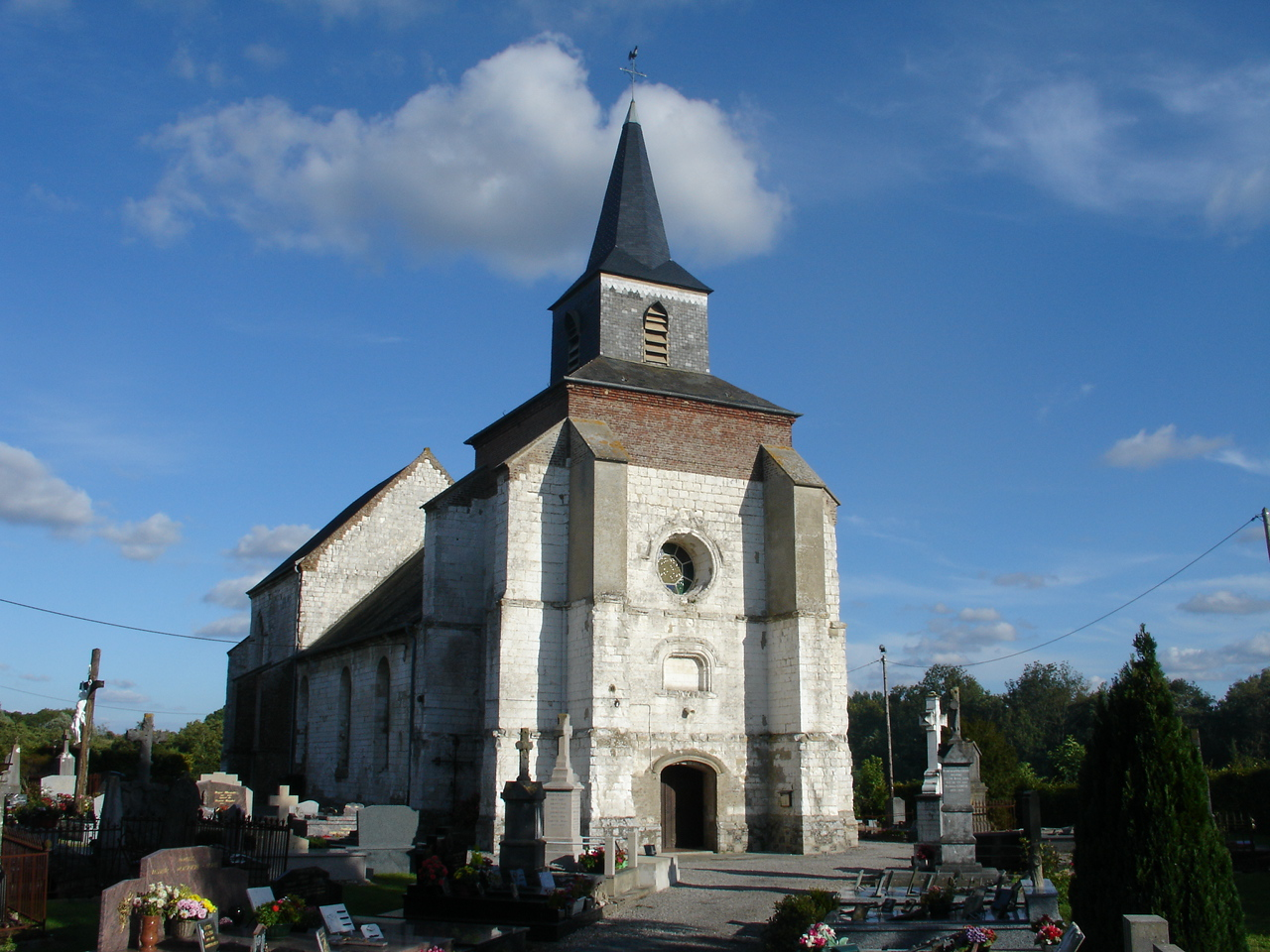
L'église.

- L'église de la Nativité-de-Notre-Dame ou église Saint-Valéry :
  - le chœur de l'église, bâti au XVIe siècle aux frais de l'abbaye de Dommartin ;
  - la voûte est tombée, mais on peut juger de son architecture par la richesse des sculptures qui ornent les culs-de-lampe ;
  - la tour située à l'entrée de la nef était autrefois beaucoup plus élevée. Le maître autel porte la date de 1703.

#### Patrimoine civil

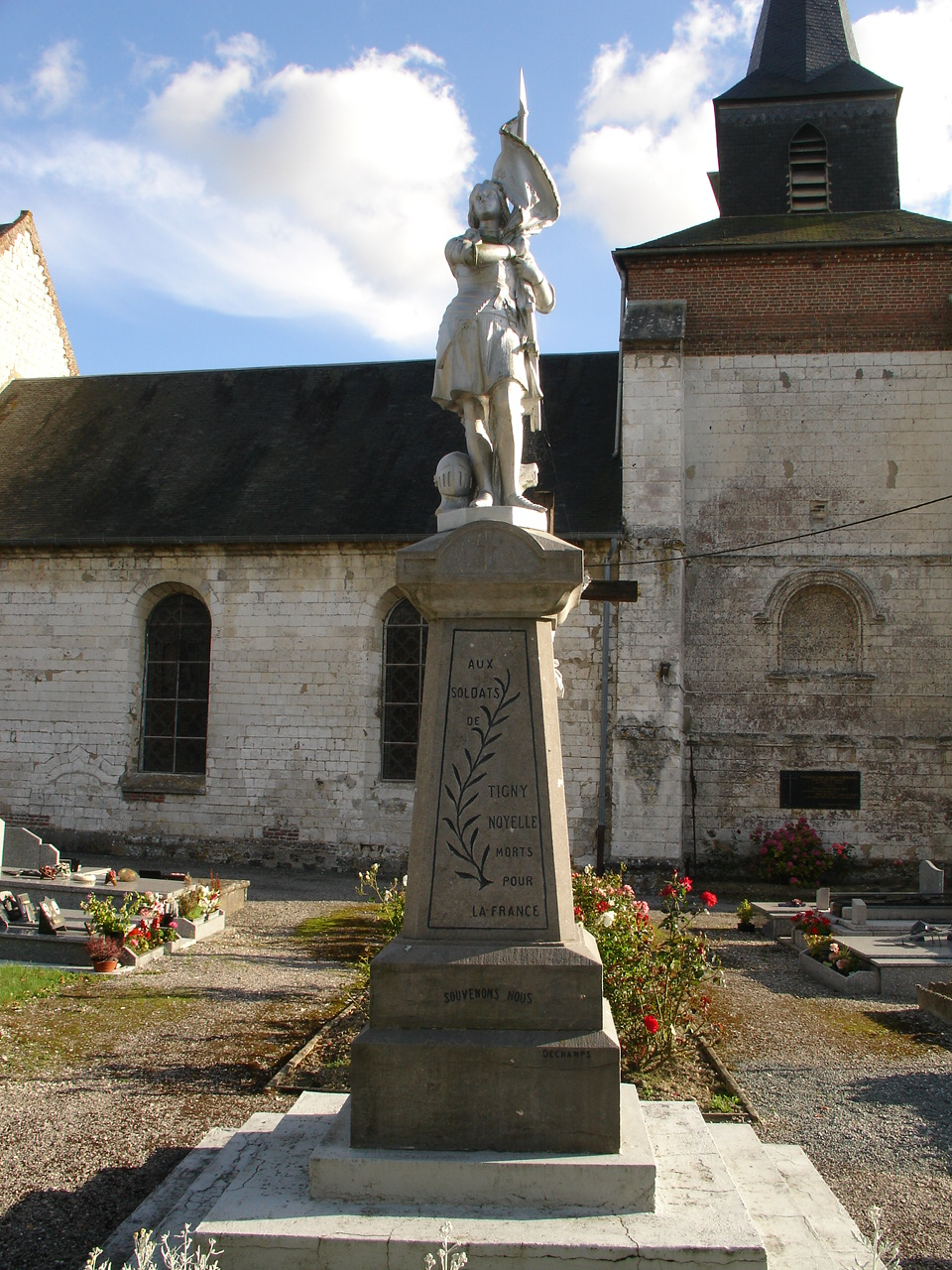
Le monument aux morts.

- Le monument aux morts[52].

### Personnalités liées à la commune
- Takenori Nemoto (1969-), corniste, compositeur et chef d'orchestre japonais. Directeur artistique du festival Musica Nigella et directeur musical de l'Ensemble Musica Nigella, basé à Tigny-Noyelle.

### Héraldique
| Blason de Tigny-Noyelle | Blason  | Tiercé en pal d'azur, d'argent en d'azur, à trois molettes, deux d'or en chef chargeant l'azur, une d'azur en pointe chargeant l'argent. |
| Blason de Tigny-Noyelle | Détails | Armes de Philippe de Buisy, chevalier et seigneur de Tigny au XVIIIe siècle, qui portait « d'azur à trois molettes d'or », auxquelles a été ajouté un pal d'argent, censé symboliser le marais qui sépare Tigny et Noyelle. Adopté par la municipalité. |

## Pour approfondir